# División de Honor A de hockey hierba 2019-20
La División de Honor A de hockey hierba 2019-20 es la temporada 2019-20 de la máxima categoría española de hockey hierba. La disputan diez equipos que se enfrentan todos contra todos en una fase de liga, y los ocho primeros clasificados jugarán las eliminatorias por el título.

## Equipos
| Equipo                                 | Localidad                  | Estadio                                    |
| -------------------------------------- | -------------------------- | ------------------------------------------ |
| Atlètic Terrassa Hockey Club           | Tarrasa                    | Estadio de Hockey Josep Marquès            |
| Club Deportiu Terrassa                 | Tarrasa                    | Les Pedritxes                              |
| Club Egara                             | Tarrasa                    | Pla de Bon Aire                            |
| Júnior Futbol Club                     | San Cugat del Vallés       | Sant Cugat                                 |
| Fútbol Club Barcelona                  | Barcelona                  | Complejo Deportivo Municipal Pau Negre     |
| Real Club de Polo                      | Barcelona                  | Eduardo Dualde                             |
| Club de Campo Villa de Madrid          | Madrid                     | Club de Campo                              |
| SPV Complutense                        | San Sebastián de los Reyes | Campo de Hockey San Sebastián de los Reyes |
| Real Club Jolaseta                     | Guecho                     | Jolaseta                                   |
| Real Sociedad de Tenis de la Magdalena | Santander                  | Ruth Beitia                                |

## Clasificación
| | Equipo                        | J  | G | E | P | GF | GC | DG  | Pt |
| --- | ----------------------------- | -- | - | - | - | -- | -- | --- | -- |
| 1º | Atlètic Terrassa Hockey Club  | 13 | 8 | 4 | 1 | 40 | 24 | 16  | 28 |
| 2º | Club Egara                    | 13 | 7 | 5 | 1 | 34 | 19 | 15  | 26 |
| 3º | Club de Campo Villa de Madrid | 13 | 8 | 2 | 3 | 35 | 24 | 11  | 26 |
| 4º | Real Club de Polo             | 13 | 7 | 2 | 4 | 36 | 28 | 8   | 23 |
| 5º | SPV Complutense               | 13 | 5 | 4 | 4 | 33 | 27 | 6   | 19 |
| 6º | R.S.TENIS                     | 13 | 5 | 3 | 5 | 25 | 29 | -4  | 18 |
| 7º | Júnior Futbol Club            | 13 | 4 | 2 | 7 | 25 | 29 | -4  | 14 |
| 8º | Fútbol Club Barcelona         | 13 | 3 | 3 | 7 | 28 | 32 | -4  | 12 |
| 9º | Club Deportiu Terrassa        | 13 | 1 | 4 | 8 | 23 | 41 | -18 | 7  |
| 10º | Real Club Jolaseta            | 13 | 1 | 3 | 9 | 16 | 42 | -26 | 6  |
| Fuente: Federación Española de Hockey: Clasificación de la División de Honor Masculina A de hockey sobre hierba; actualización automática |                               |    |   |   |   |    |    |     |    |